# Friðrik Ólafsson
Friðrik Ólafsson (Reykjavík, 26 gennaio 1935 – Reykjavík, 4 aprile 2025) è stato uno scacchista islandese, grande maestro e presidente della FIDE.

## Biografia
Cinque volte vincitore del campionato islandese (1952, 1953, 1957, 1961 e 1962), Ólafsson divenne nel 1958 il primo grande maestro islandese; due anni prima aveva ottenuto il suo primo risultato di livello internazionale, vincendo il torneo di Hastings del 1955-56 alla pari con Viktor Korčnoj.
Nel 1958, arrivando quinto al torneo interzonale di Portorose, si qualificò per il torneo dei candidati che avrebbe determinato lo sfidante di Michail Botvinnik nel campionato del mondo di scacchi 1960, arrivando tuttavia settimo; nel 1962 partecipò all'interzonale di Stoccolma, non riuscendo però a qualificarsi per il successivo torneo dei candidati. Partecipò a otto edizioni delle Olimpiadi degli scacchi, vincendo una medaglia d'oro e una di bronzo individuali in prima scacchiera, rispettivamente nel 1962 e nel 1956; altri risultati di rilievo furono il terzo posto nella Piatigorsky Cup di Los Angeles del 1963 e la vittoria del torneo di Wijk aan Zee del 1959 e del 1976, quest'ultima a pari merito con Ljubomir Ljubojević.
Nel 1978 succedette a Max Euwe come presidente della FIDE, posizione che tenne fino al 1982, quando fu sostituito da Florencio Campomanes. Ólafsson continuò comunque a giocare occasionalmente a scacchi, vincendo un match rapid contro l'altro veterano Bent Larsen nel 2003 per 5-3.
Ólafsson usualmente giocava con il nero la difesa siciliana contro 1.e4 e la difesa nimzo-indiana contro 1.d4, mentre col bianco usava adoperare la partita inglese. Gli è stato dedicato un francobollo, che raffigura la posizione finale della partita da lui vinta contro Robert Fischer nel 1958 a Portorose.